# Chliaria nilgirica
Chliaria nilgirica är en fjärilsart som beskrevs av Moore 1883. Chliaria nilgirica ingår i släktet Chliaria och familjen juvelvingar. Inga underarter finns listade i Catalogue of Life.